# 11. oktober
11. oktober je 284. dan leta (285. v prestopnih letih) v gregorijanskem koledarju. Ostaja še 81 dni.

## Dogodki
- 1305 – Oto III. se okrona za madžarskega kralja
- 1511 – na ukaz škofa Petra Bonoma tržaška vojska poruši Muhov grad
- 1575 – izide Dalmatinov prevod Jezusa Siraha
- 1776 – ameriška revolucija: bitka za otok Valcour - na jezeru Champlain blizu otoka Valcour britansko ladjevje, ki ji poveljuje Sir Guy Carleton premaga 15 ameriških topnjač pod poveljstvom brigadnega generala Benedicta Arnolda; čeprav so uničene vse Arnoldove ladje, dvodnevna bitka zagotovi uporniškim silam dovolj časa za pripravo na obrambo New Yorka
- 1809 – ob Natchez Traceu v Tennesseeju raziskovalec Meriwether Lewis umre v skrivnostnih okoliščinah v gostišču z imenom Grinder's Stand
- 1811 – ladja izumitelja Johna Stevensa Juliana začne delovati kot prvi trajekt s pogonom na paro (med New Yorkom in Hobokenom v New Jerseyju)
- 1862 – ameriška državljanska vojna: kot posledica bitke za Antietam južni general James Ewell Brown Stuart in njegovi možje opustošijo Chambersburg v Pensilvaniji med vpadom na sever
- 1868 – Thomas Alva Edison predstavi svoj prvi izum: stroj za preštevanje glasov v Kongresu
- 1890 –
  - v Washingtonu ustanovijo Sestre ameriške revolucije
  - prvi polet Aderjevega parnega letala Éole
- 1899 – začne se druga burska vojna: izbruhne vojna v današnji Južnoafriški republiki med Združenim kraljestvom in Buri iz Transvaala in Svobodne države Orange
- 1918 – Anton Korošec na zadnji audienci pri cesarju Karlu z besedami Prepozno je vaše veličanstvo zavrne cesarjevo ponudbo o avtonomiji za južnoslovanke narode v okviru Avstro-Ogrske
- 1929 – JCPenney odpre Store #1252 v Milfordu v Delawaru in s tem postane družba vsenacionalna s skladišči v vseh 48. državah
- 1939 – Projekt Manhattan: ameriški predsednik Franklin Delano Roosevelt prejme podpisano Einsteinovo pismo, ki opominja ZDA, naj hitro razvijejo program atomske bombe
- 1942 – druga svetovna vojna: bitka za Cape Esperance - na severozahodni obali Guadalcanala ladje Vojne mornarice ZDA prestrežejo in premagajo japonsko ladjevje namenjeno pomoči enotam na otoku
- 1950 – Zvezna komisija za komunikacije izda CBS prvo dovoljenje za oddajanje televizijskega signala v barvah (RCA bo vseeno uspešno spodbila in onemogočila dovoljenje)
- 1954 – vietnamska vojna: Viet Minh prevzame nadzor nad Severnim Vietnamom
- 1958 –
  - TV Ljubljana začne redno oddajati
  - Program Pioneer: NASA izstreli Lunarno sondo Pioneer 1 (sonda pade nazaj na Zemljo in zgori)
- 1962 – drugi vatikanski koncil: papež Janez XXIII. skliče ekumenski koncil rimskokatoliške cerkve, 94 let po prvem vatikanskem koncilu
- 1968 – Program Apollo: NASA izstreli Apollo 7, prvo odpravo Apollo s človeško posadko z astronavti Wallyjem Schirrom, Donom Fultonom Eislom in Walterjem Caunninghamom na krovu; odpravo mora med drugim prvič v živo prenašati televizija, člani odprave pa morajo preskusiti pristajalni manever lunarnega modula
- 1975 – prvič predvajajo oddajo Saturday Night Live (prvi gost je George Carlin)
- 1976 – aretirana Maova vdova Džiang Čing in še trije kitajski funkcionarji, znani kot tolpa štirih
- 1977 – z ratifikacijo v obeh parlamentih začnejo veljati Osimski sporazumi
- 1984 –
  - Margaret Thatcher preživi bombni napad začasne IRAe
  - na krovu raketoplana Challenger astronavtka Kathryn D. Sullivan postane prva ameriška ženska, ki se prosto sprehaja po odprtem vesoljskem prostoru
- 1986 – hladna vojna: v Reykjavíku na Islandiji se sestaneta ameriški predsednik Ronald Reagan in sovjetski voditelj Mihail Gorbačov zaradi nadaljevanja pogovorov o zmanjševanju zaloge raket srednjega dosega v Evropi (pogovori se prekinejo brez uspeha)

## Rojstva
- 1582 – Johannes Fleischer mlajši, botanik († 1608)
- 1672 – Pilip Orlik, hetman ukrajinskih kozakov († 1742)
- 1675 – Samuel Clarke, angleški filozof († 1729)
- 1758 – Heinrich Wilhelm Mathias Olbers, nemški astronom, zdravnik, fizik († 1840)
- 1785 – Luka Čeč, slovenski jamar († 1836)
- 1806 – Aleksander I. Karađorđević, srbski knez († 1885)
- 1814 – Ivan Berke evangeličanski duhovnik, senior, pisatelj, plemič († 1908)
- 1815 – Pierre Napoleon Bonaparte, Napoleonov nečak († 1881)
- 1825 – Conrad Ferdinand Meyer, švicarski pisatelj († 1898)
- 1844 – Henry Heinz, pridelovalec hrane († 1916)
- 1872 – Harlan F. Stone, vrhovni sodnik ZDA († 1946)
- 1879 – Ernst Mally, avstrijski filozof in logik († 1944)
- 1884 –
  - Friedrich Karl Rudolf Bergius, nemški kemik, nobelovec 1931 († 1949)
  - Eleanor Roosevelt, ameriška aktivistka za človekove pravice, prva dama ZDA 1933-1945 († 1962)
- 1885 – François Charles Mauriac, francoski pisatelj, dramatik, nobelovec 1952 († 1970)
- 1895 – Jakov Gotovac, hrvaški skladatelj († 1982)
- 1896 – Roman Osipovič Jakobson, ruski lingvist († 1982)
- 1918 – Jerome Robbins, ameriški koreograf († 1998)
- 1919 – Art Blakey, ameriški jazzovski bobnar († 1990)
- 1925 – Elmore Leonard, ameriški romanopisec († 2013)
- 1926 – Jože Toporišič, slovenski jezikoslovec († 2014)
- 1928 – Alfonso de Portago, španski avtomobilistični dirkač Grand Prixa († 1957)
- 1932 – Dottie West, ameriška pevka countryja († 1991)
- 1939 – Maria Bueno, brazilska teniška igralka
- 1949 – Daryl Hall, ameriška rock glasbenica, pevka
- 1956 – Nicanor Duarte Frutos, predsednik Paragvaja
- 1961 – Steve Young, igralec ameriškega nogometa
- 1966 – Luke Perry, ameriški filmski igralec († 2019)
- 1969 – 
  - Constantijn, nizozemski princ
  - Ty Murray, ameriški šampion v rodeu
- 1985 – Michelle Trachtenberg, ameriška filmska igralka

## Smrti
- 1086 – Sima Guang, kitajski zgodovinar, politik in pisec (* 1019)
- 1159 – Vilijem Bloiški, grof Boulogne in angleški grof Surreya (* 1137)
- 1188 – Robert I., grof Dreuxa, sin francoskega kralja Ludvika VI. (* 1123)
- 1196 – Meinhard iz Rige, nemški misijonar, škof Livonije, svetnik
- 1303 – papež Bonifacij VIII. (* 1235)
- 1304 – Konrad III. iz Šlezije, oglejski patriarh (* 1260)
- 1307 – Katarina Courtenayska, naslovna cesarica Latinskega cesarstva (* 1274)
- 1347 – Ludvik IV., rimsko-nemški cesar, hiša Wittelsbaških (* 1282)
- 1424 – Jan Žižka, husitski vojskovodja (* okoli 1360)
- 1531 – Huldrych Zwingli, švicarski teolog, reformator, humanist (* 1484)
- 1579 – Mehmed Paša Sokolović, veliki vezir Osmanskega cesarstva (* 1506)
- 1616 – Aleksander Józef Lisowski, poljski plemič in poveljnik zloglasnih lisovčikov (* okoli 1580)
- 1648 – Nakae Todžu, japonski konfucijanski filozof (* 1608)
- 1705 – Guillaume Amontons, francoski fizik, izumitelj (* 1663)
- 1779 – Casimir Pulaski, poljski borec za ameriško neodvisnost (* 1745)
- 1807 – Jurij Japelj, slovenski pesnik, prevajalec (* 1744)
- 1809 – Meriwether Lewis, raziskovalec (* 1774)
- 1827 – grof Christian Ditlev Frederik Reventlow, danski državnik, reformator (* 1748)
- 1852 – Ferdinand Gotthold Max Eisenstein, nemški matematik (* 1823)
- 1889 – James Prescott Joule, angleški fizik (* 1818)
- 1896 –
  - Anton Bruckner, avstrijski skladatelj (* 1824)
  - Edward White Benson, britanski nadškof (* 1829)
- 1940 – 
  - Lluís Companys i Jover, španski upravitelj katalonskega generalata (* 1882)
  - Vito Volterra, italijanski matematik, fizik (* 1860)
- 1958 – Maurice de Vlaminck, francoski slikar (* 1876)
- 1961 – Chico Marx, ameriški filmski igralec, komik (* 1887)
- 1963 –
  - Édith Piaf, francoska pevka (* 1915)
  - Jean Cocteau, francoski pisatelj, filmski režiser (* 1889)
- 1965 – Dorothea Lange, ameriška fotografinja (* 1895)
- 1977 – MacKinlay Kantor, ameriški pisatelj (* 1904)
- 1986 – Georges Dumézil, francoski filolog in zgodovinar (* 1898)
- 1991 – Redd Foxx, ameriški filmski igralec, komik (* 1922)
- 1996 – Lars Valerian Ahlfors, finski matematik (* 1907)
- 2000 – Donald Dewar glavni avtor škotske listine in prvi minister škotskega parlamenta (* 1937)
- 2008 – Jörg Haider, avstrijski politik (* 1950)

## Prazniki in obredi
- Rimsko cesarstvo - v spomin na rimsko boginjo zdravja, dolgoživosti in vina Meditrino prirejajo meditrinalije